# Latarnia morska w Lipawie
Latarnia morska w Lipawie (łt:Liepājas bāka) – położona w Lipawie, na łotewskim wybrzeżu Bałtyku latarnia morska.

## Historia
Latarnia znajduje się w pobliżu wejścia do portu w Lipawie. Zbudowano ją z żeliwa w 1868 roku. Wielokrotnie doznała zniszczeń wojennych, najdotkliwszymi były zniszczenia pochodzące z I wojny światowej, które zadał jej niemiecki krążownik Kaiserliche Marine SMS „Augsburg”. W latach 1923–1925 odbudowano ją. Latarnia w czasie II wojny światowej nie doznała wielkich strat. W środku obiektu jest 149 schodów.

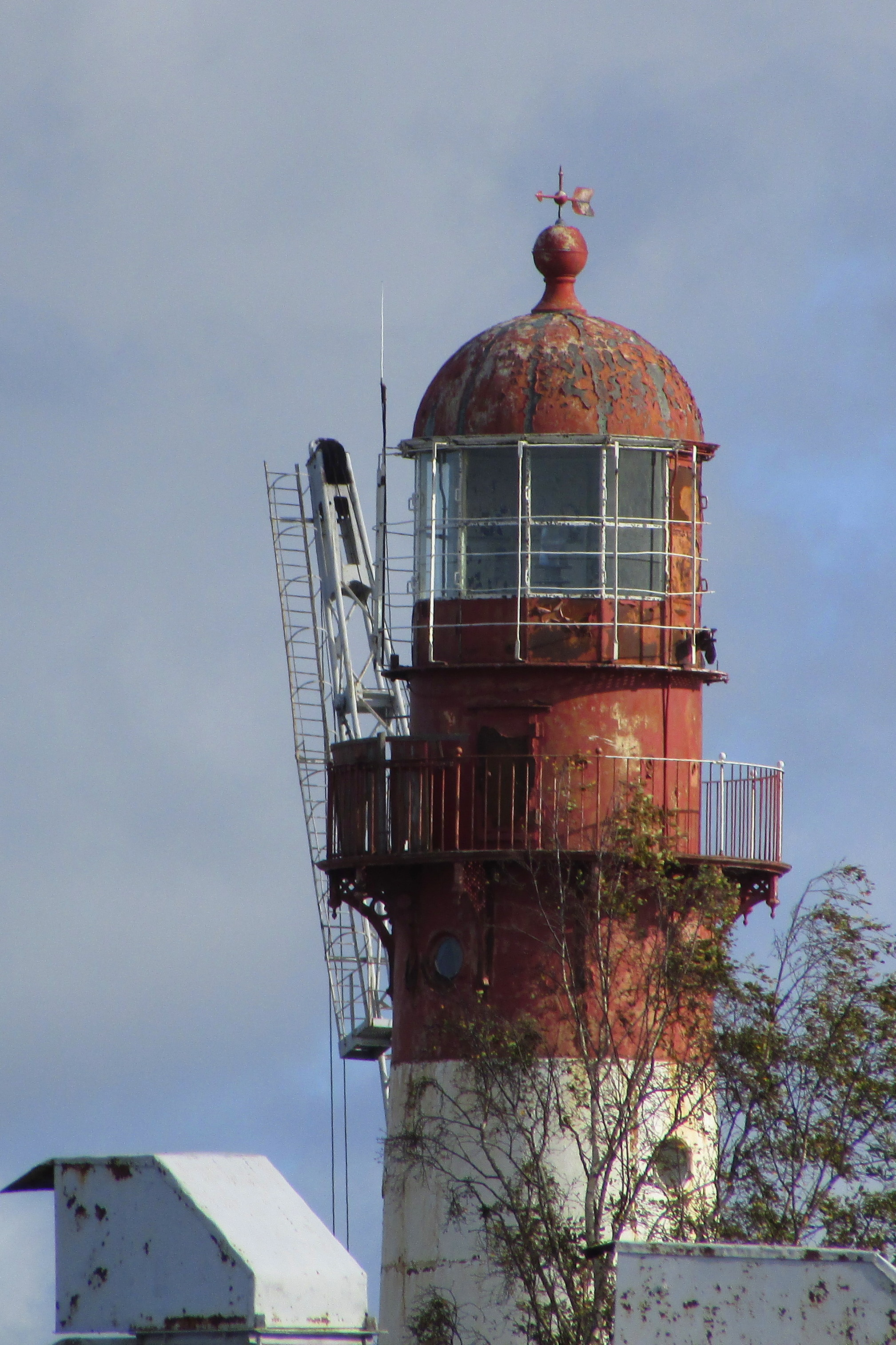